# Neil Wallace
Neil Wallace (New York, 19 juli 1939) is een Amerikaans econoom, die gespecialiseerd is in de monetaire economie en de macro-economie. Wallace wordt beschouwd als een van de grondleggers van de  nieuw-klassieke macro-economie.

## Opleiding en carrière
Wallace behaalde in 1960 een B.A. aan Columbia University in New York. Zijn Ph.D. behaalde hij in 1964 aan de Universiteit van Chicago. Een van zijn klasgenoten was Robert Lucas. Na het behalen van zijn Ph.D. was hij vanaf 1964 verbonden aan de economische faculteit van de universiteit van Minnesota. In 1969 werd hij tot associate professor benoemd. Van 1974 tot 1994 was hij er twintig jaar hoogleraar. Na een driejarig verblijf aan de universiteit van Miami (1994-1997) was hij vanaf 1997 als hoogleraar aan de universiteit van Pennsylvania verbonden.
Sinds 1969 is Wallace als consultant verbonden aan de Federal Reserve Bank of Minneapolis. In 2012 werd hij tot Distinguished Fellow van de American Economic Association verkozen.

## Professionele bijdragen
Wallace was in de laatste decennia van de twintigste eeuw een van de leiders van de "rationele verwachtingen revolutie". Deze stelt dat economische agenten die door economen in hun modellen wordt gemodelleerd de toekomst, of de waarschijnlijkheid van toekomstige resultaten, minstens zo goed kunnen voorspellen als de econoom met hun modellen kunnen. De theorie van de rationele verwachtingen werd in de economie geïntroduceerd door John F. Muth. Wallace werd sterk beïnvloed door het werk van Robert Lucas, die in zijn artikel, Expectations and the Neutrality of Money uit 1972 de zogenaamde Lucas-kritiek formuleerde.
Onder Wallace belangrijkste bijdragen aan de theorie van de rationale verwachtingen zijn:
- Nagaan van de implicaties van de theorie rationele verwachtingen, met Thomas Sargent, voor alternatieve monetaire-beleidsinstrumenten en regels voor outputstabiliteit en prijsbepaaldheid.[1]

- Het geven van enkele vroege voorbeelden van rationele verwachtingen modellen van de Phillips-curve en van de vraag naar geld tijdens perioden van hyperinflatie.[2][3]

- Het samen met Thomas Sargent analyseren van de mechanismen hoe monetair en fiscaal beleid intertemporeel moeten worden gecoördineerd.[4]

In 1975 stelden Neil Wallace en Thomas Sargent de beleidsineffectiviteitspropositie voor. Deze propositie weerlegde een belangrijk  uitgangspunt van het keynesianisme. 

## Voetnoten
1. ↑  Sargent, Thomas J. en Neil Wallace, 1975. 'Rational' Expectations, the Optimal Monetary Instrument, and the Optimal Money Supply Rule, Journal of Political Economy, 83(2), blz. blz. 241-254.
2. ↑  Thomas Sargent, Neil Wallace, Rational Expectations and the Theory of Economic Policy, Journal of Monetary Economics, vol. 2, issue 2, blz. 169–183, 1976, Rational Expectations and the Theory of Economic-Policy[dode link].
3. ↑  Thomas J. Sargent en Neil Wallace, "Rational Expectations and the Dynamics of Hyperinflation," International Economic Review, 14(2),  (Jun., 1973), pp. 328–350.
4. ↑  Sargent, Thomas J. en Neil Wallace, Some Unpleasant Monetarist Arithmetic, Federal Reserve Bank of Minneapolis Quarterly Review, 1981, vol 5, issue 3, blz. 1–17

- Bibsys: 90347044
- Bibliothèque nationale de France: cb123057452 (data)
- CiNii: DA02207484
- Gemeinsame Normdatei: 128531061
- International Standard Name Identifier: 0000 0000 3715 7598
- Library of Congress Control Number: n85314000
- Mathematics Genealogy Project: 199507
- Bibliotheek van het Japanse parlement: 00516827
- Nationale Bibliotheek van Tsjechië: utb2010567836
- Nationale Bibliotheek van Israël: 987007458587905171
- Nederlandse Thesaurus van Auteursnamen: 067984371
- SNAC: w6p29s87
- Système universitaire de documentation: 031933181
- Virtual International Authority File: 2538049
- WorldCat: E39PBJh4qPgfFrCpbjTpvK7rbd